# Tlacuilolapan
Tlacuilolapan är en ort i Mexiko.   Den ligger i kommunen Moloacán och delstaten Veracruz, i den sydöstra delen av landet, 500 km öster om huvudstaden Mexico City. Tlacuilolapan ligger 38 meter över havet och antalet invånare är 1 217.
Terrängen runt Tlacuilolapan är platt. Runt Tlacuilolapan är det ganska glesbefolkat, med 31 invånare per kvadratkilometer. Närmaste större samhälle är Las Choapas, 19,1 km öster om Tlacuilolapan. Omgivningarna runt Tlacuilolapan är en mosaik av jordbruksmark och naturlig växtlighet.